# Aéro-Club de France
Aéro-Club de France є всесвітньою установою, яка займається різними аспектами аерокосмічної діяльності. Він був заснований в 1898 році і є найстарішим об’єктом такого роду в світі.
У AeCF представлені науковці, виробники продуктів, постачальники послуг та інші професіонали цивільної та військової аерокосмічної галузі світу. Штаб-квартира організації знаходиться в Парижі.